# Vilcabamba (district in provincie La Convención)
Vilcabamba is een distrito van de La Convención-provincia, in de Peruaanse regio  Cuzco met als hoofdplaats Lucma. 
Het is de locatie van de gelijknamige archeologische site.